# Radiigera fuscogleba
Radiigera fuscogleba är en svampart som beskrevs av Zeller 1944. Radiigera fuscogleba ingår i släktet Radiigera och familjen jordstjärnor.   Inga underarter finns listade i Catalogue of Life.